# Hylocryptus
Genre
Le genre Hylocryptus regroupe deux espèces de passereaux d'Amérique du Sud appartenant à la famille des Furnariidae. En 2023, une étude a montré que ce groupe est paraphylétique, car l'Anabate à tête orange est plus proche du Synallaxe des bambous (Clibanornis dendrocolaptoides) que de l'Anabate à bec droit, qui est lui-même plus proche de l'Anabate rubigineux (Clibanornis rubiginosus). Toutes ces espèces sont maintenant rassemblées dans le genre Clibanornis.

## Liste des espèces
D'après la classification de référence du Congrès ornithologique international (ordre phylogénique) :
- Anabate à tête orange — Hylocryptus erythrocephalus
- Anabate à bec droit — Hylocryptus rectirostris